# Sardara
Sardara là một đô thị ở tỉnh Sud Sardegna trong vùng Sardegna của Ý, cách khoảng 50 km về phía tây bắc của Cagliari và khoảng 8 km về phía tây bắc của Sanluri. Tại thời điểm ngày 31 tháng 12 năm 2004, đô thị này có dân số 4.331 người và diện tích là 56,1 km².
Sardara giáp các đô thị: Collinas, Mogoro, Pabillonis, San Gavino Monreale, Sanluri, Villanovaforru.